# Strange Adventure of New York Drummer
Strange Adventure of New York Drummer je americký němý film z roku 1899. Režisérem je Edwin S. Porter (1870–1941), který film natočil pro společnost Edison Manufacturing Company.

## Děj
Komerční cestovatel se ubytovává v hotelu. Chlapec, který ho doprovází do místnosti zmizí stropem. Cestovatel zacinká pro drink, čímž se zčistajasna obejví číšník, který zase okamžitě zmizí podlahou. Cestovatel si chce lehnout na postel, ale ta zmizí. Na místo přichází znovu číšník, který se s ním porve. Číšník hosta chytne a vloží do kufru. Z kufru začne vytahovat jeho oblečení a ukáže prázdné zavazadlo, na které si sedne. Cestovatel se vrátí, vezme velkou knihu a praští ho o ní. Číšník se propadne podlahou a cestovatel tančí bláznivým veselím.